# 汤姆·索亚历险记
《湯姆歷險記》（英語：The Adventures of Tom Sawyer）是著名美國兒童文學作品，1876年出版，作者為馬克·吐溫。作品以距離發行當時30至40年前的美國密蘇里州聖彼得堡（虛構地點）為舞台背景，講述少年湯姆·索亞與哈克貝里·芬等夥伴冒險的故事。本作在美国及其他国家曾多次被改編成電影、動畫、漫畫及广播剧，故事中湯姆的頑童角色深受少年儿童的歡迎。

## 故事概要
湯姆·索亞（Tom Sawyer）是一位由波莉阿姨（Aunt Polly）領養的孤兒，經常與朋友喬·哈伯（Joe Harper）和哈克貝里·芬（Huckleberry Finn）進行冒險旅程。湯姆總愛出鬼點子，喜愛惡作劇，不過好幾次都逃過懲罰，雖然有點愚笨且捉摸不定，卻也帶點機靈和幽默感。湯姆喜歡一位叫貝琪·柴契爾（Becky Thatcher）的女孩，每當無法贏得她的芳心時，就會沉浸在落寞的心情裡或是開始一段冒險。好幾次，湯姆想像自己是一位威嚇的海盜或是其它他能想到角色，與同伴進行角色扮演的遊戲。故事中，湯姆有以下主要事蹟：鬥蟲、在學校故意吸引女生的注意、在洞穴裡迷路、在密西西比河玩起海盜遊戲，但他最著名的事件就是他利用小聰明，勸誘朋友們幫他家的籬笆刷上油漆等等。在洞穴中，汤姆和他的朋友哈克貝里发现了价值一万两千美元的宝藏。

## 角色

### 主要角色
- 湯姆·索亞（Tom Sawyer）：本作的主人翁，全名「湯瑪斯·索亞（Thomas Sawyer）」個性活潑好動，機靈且喜愛惡作劇。自幼父母雙亡，連同弟弟席德由姨母波莉阿姨撫養。在馬克·吐溫的另外三部作品亦有登場。
- 波莉阿姨（Aunt Polly）：湯姆的姨母暨監護人，個性相當善良。對湯姆要求嚴格且希望將其教養成好孩子，雖然對於後者屢次惡作劇一事感到頭疼，但對其仍十分關心。育有一女瑪莉。
- 喬·哈伯（Joe Harper）：鎮上的男童，湯姆最要好的死黨之一，在劇中偕同湯姆和哈克貝里探險和玩海盜遊戲。
- 哈克貝里·芬（Huckleberry Finn）：圣彼得斯堡镇上被鎮民公認的頑童，湯姆在劇中為數不多的知己好友，由於父親酗酒及雙親關係不睦的關係，獨自離家生活。個性奔放自由且心地善良，多次偕同湯姆等人展開冒險，後來因為救了道格拉斯寡婦而被其收養。在馬克·吐溫的著作《哈克贝利·芬历险记》裡為該作核心人物。
- 貝琪·柴契爾（Becky Thatcher）：柴契爾法官的掌上明珠，湯姆心儀的女孩。個性善良且待人有禮，曾經在校外教學期間和湯姆雙雙受困在山洞裡一段期間，後來在湯姆的勉勵支持與前來搜救的居民幫助下成功脫困。
- 莫夫·波特（Muff Potter）：鎮上嗜酒的拮据男子，因為苦於缺錢買酒偕同羅賓遜醫師和印地安·喬盜墓，途中被變節的印地安·喬擊暈和誣陷為殺人兇手。最初目擊此事的湯姆和哈克貝里因為擔心己身安危，未在案發後報案；後來湯姆鼓起勇氣前往法庭作證並還給莫夫·波特清白。
- 印地安·喬（Injun Joe）：個性陰險且不擇手段，犯下多起案件的印第安和白人混血男子，在盜墓期間殺害羅賓遜醫師並嫁禍給莫夫·波特，被湯姆舉發罪行後為了尋找財寶而前往洞穴（當時湯姆和貝琪亦受困該處）探索，但由於湯姆偕同貝琪逃脫洞穴并封住入口，陰陽差錯下受困其中而餓死。

### 次要角色
- 席德·索亞（Sid Sawyer）：湯姆同父異母的弟弟，偕同湯姆交由波莉阿姨照顧，性情和表現相較於湯姆來得守序有禮，被湯姆私底評為矯作的人。
- 瑪丽（Mary）：波莉阿姨的女兒，湯姆的表姊，個性開朗友善且待人處事表現得體。為了勉勵湯姆熟記聖經內容，將一隻精製刀作為後者的獎勵贈禮。在湯姆三人被眾人誤認死去而歸來後，她替湯姆向波莉阿姨解釋湯姆不提前現身的理由。
- 柴契爾夫婦（Thatcher）：貝琪的父母，其中柴契爾先生是鎮上的法官。在法庭中審辦莫夫·波特的案件。
- 艾美·勞倫斯：湯姆邂逅貝琪之前心儀的女孩，在湯姆和貝琪開始來往後，和湯姆鮮有互動。
- 多賓斯老師：鎮上學校的老師，為人嚴厲古板，習慣配戴假髮遮掩自己的禿頭，對於犯錯的學生動輒體罰。後來在暑假之前被包括湯姆在內的學生設局作弄報復，導致自己禿頭的實情成為班上的笑柄。
- 阿爾弗雷德·鄧波爾：鎮上和湯姆水火不容的男孩，對貝琪有好感。曾經在學校為了陷害湯姆而故意將墨水灑在多賓斯老師的書籍，被碰巧經過的貝琪目擊事發經過；在湯姆出面為不慎撕破多賓斯老師的課本的貝琪頂罪受罰後，貝琪趁著私底下向湯姆告知這樁事情的真相。
- 羅賓遜醫師（Dr Robinson）：鎮上的年輕醫師，偕同莫夫·波特和印地安·喬盜墓期間，遭印地安·喬滅口。
- 道格拉斯寡婦（Mrs Douglas）：鎮上的寡婦，因為丈夫生前曾舉報過印地安·喬的犯罪行為，致使哈克貝里擔心其安危。湯姆和哈克貝里尋獲印地安·喬的遺落財寶後，她為感謝哈克貝里而正式收養後者。

## 創作背景
馬克·吐溫在1872年開始執筆撰寫《湯姆歷險記》，1876年12月完成。
吐溫本人在小說的引言中承認這本小說的不少情節都來自他自己的童年經歷。據推測，小說中哈克貝里·費恩的原型是馬克·吐溫的童年玩伴湯姆·布蘭肯奇，而湯姆·索亞的原型則可能是約翰·布里格斯、威爾·鮑溫和吐溫自己的綜合。不過「湯姆·索亞」這個名字是取自吐溫所結識的一位舊金山消防員。

## 歡迎度
起初這本小說的銷量並不好，直到馬克·吐溫過世後，這本小說才廣受歡迎，成為美國文學經典和美國暢銷書，也是他最有名的作品。
湯姆·索亞也出現在馬克·吐溫的其他三本書裡：
1. 《哈克贝利·芬历险记》（1884年）
2. 《湯姆出國記（英语：Tom Sawyer Abroad）》（1894年）
3. 《湯姆破案記（英语：Tom Sawyer, Detective）》（1896年）

以上這幾本書中，《哈克贝利·芬历险记》是最有文學價值的一本。虽然湯姆·索亞在故事裡只是一位配角，但故事非常之精彩。

## 其他国家的改編作品
- 《汤姆历险记》[註 1]，日本动画剧
- 《汤姆历险记》，美国動畫电影
- 《汤姆历险记》，德国电影

## 外部連結
- The Adventures of Tom Sawyer - 古腾堡计划
- 简体中文版阅读 （页面存档备份，存于）
- Audiobook MP3 （页面存档备份，存于）